# Vedran Rožić
Vedran Rožić (ur. 2 listopada 1954 w Trogirze) – chorwacki piłkarz występujący na pozycji obrońcy. Reprezentant Jugosławii. Ojciec innego piłkarza, Ante Rožicia.

## Kariera klubowa
Rožić karierę rozpoczynał w sezonie 1972/1973 w Hajduku Split, grającym w pierwszej lidze jugosłowiańskiej. W ciągu 12 sezonów gry dla tego klubu, trzy razy wywalczył z nim mistrzostwo Jugosławii (1974, 1975, 1979), trzy razy wicemistrzostwo Jugosławii (1976, 1981, 1983), a także cztery razy Puchar Jugosławii (1973, 1974, 1976, 1977).
W 1984 roku Rožić przeszedł do australijskiego klubu Sydney Croatia. W sezonie 1987 zdobył z nim NSL Cup, a w 1989 roku zakończył karierę.

## Kariera reprezentacyjna
W reprezentacji Jugosławii Rožić zadebiutował 5 kwietnia 1978 w zremisowanym 0:0 towarzyskim meczu z Iranem. W latach 1978–1983 w drużynie narodowej rozegrał 10 spotkań.